# Prix Seqens
 (décembre 2022).
Le prix Seqens (anciennement Novacap) est un prix ciblé sur le domaine de la « chimie thérapeutique et/ou pharmaco-chimie liée aux mécanismes de médicaments chimiques » créé en 2017 et décerné par l'Académie des sciences. Ce prix récompense une innovation, une percée ou une nouvelle approche dans le domaine des petites molécules de synthèse à valeur thérapeutique. Ce prix est attribué à un scientifique travaillant dans un laboratoire français, public ou privé et est doté de 6 000 €.
Il porte le nom de l'entreprise pharmaceutique Seqens.

## Lauréats
- 2017 : Géraldine Masson[2]
- 2018 : Julien Nicolas[3],[4],[5]
- 2019 : Sébastien Lecommandoux[6],[7]
- 2020 : Ruxandra Gref[8]
- 2021 : Alain Wagner[9]
- 2022 : Paola Arimondo[10]
- 2023 : Frédéric Taran[11]
- 2024 : Gilles Gasser[12]